# Goldener Schuss
Der Begriff goldener Schuss ist eine umgangssprachliche, oft euphemistisch benutzte Bezeichnung für eine zum Tod führende intravenöse Injektion von Opioiden (z. B. Heroin). Der „goldene“ ist insofern der letzte „Schuss“ des Drogenkonsumenten.
Dieser ist entweder direktes Mittel zum Suizid oder geschieht als ungewollte Überdosis. Letzteres kann durch gefährliche Zusatzstoffe, einen unerwartet hohen Reinheitsgrad der Droge, durch Mischkonsum mit anderen sedierenden Substanzen wie Alkohol, Benzodiazepine oder Barbiturate oder durch eine Fehleinschätzung der Dosis durch den Konsumenten verursacht werden. Personen, die kürzlich aus dem Gefängnis oder einer Therapie entlassen wurden, haben wegen der gesunkenen Toleranz während der Inhaftierung ein höheres Risiko einer Opioidüberdosierung.